# Qutbisme

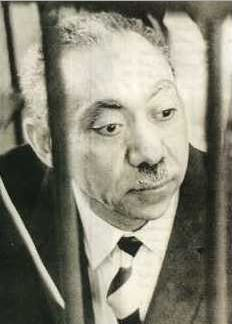
Sayyid Qutb

El qutbisme és una ideologia islamista desenvolupada per Sayyid Qutb, líder dels Germans Musulmans. S'ha descrit com una ideologia extremista gihadista que propaga el «gihad ofensiu», entès com un «gihad armat per fer avançar l'islam.» El qutbisme va atreure l'atenció pública després que influenciés terroristes i extremistes islamistes com Osama bin Laden. Els extremistes musulmans «citen Sayyid repetidament i es consideren els seus hereus intel·lectuals.»
Igual que passa amb el terme «wahhabita», els seguidors del qutbisme no fan servir el terme «qutbista», sinó que és emprat pels seus crítics per descriure'n la ideologia.
El principi fonamental de la ideologia qutbista és que la comunitat musulmana (o la comunitat musulmana fora d'una avantguarda que lluita per restablir-la) «ha estat extinta durant diversos segles,» ha retornat a la ignorància sense Déu (la jahiliyya) i ha de ser reconquerida per l'islam.
Qutb va explicar les seves idees al llibre معالم في الطريق, Ma‘ālim fī t-tarīq, ‘Signes al camí’, on exposa plantejaments com ara:
- l'adhesió a la xaria com a llei sagrada accessible als humans, sense la qual no pot existir l'islam,
- l'adhesió a la xaria com a forma de vida total que portarà justícia, pau, serenitat personal, progrés científic i llibertat absoluta, entre altres beneficis,[7]
- evitar «el mal i la corrupció» d'Occident i de sectors no islàmics, incloent-hi el socialisme, el nacionalisme i el capitalisme consumista,[8]
- estar atents a les conspiracions dels occidentals i els jueus contra l'Islam,
- la necessitat d'atacar a dues bandes: mitjançant la predicació de la conversió i mitjançant el gihad per tal d'eliminar les «estructures» de la jahiliyya a través de la violència.[9]